# Sis dies de Detroit
Els Sis dies de Detroit era una cursa de ciclisme en pista, de la modalitat de sis dies, que es corria a Detroit (Estats Units d'Amèrica). La seva primera edició data del 1927 i van durar fins al 1973, amb només vuit edicions. Gérard Debaets, amb dues victòries, fou el ciclista que més vegades guanyà la cursa.

## Palmarès
| Any       | Primers                            | Segons                             | Tercers                             |
| --------- | ---------------------------------- | ---------------------------------- | ----------------------------------- |
| 1927      | Anthony Beckman · Gérard Debaets   | Georges Faudet · Gabriel Marcillac | August Vermeerbergen · Théo Wynsdau |
| 1928      | Jimmy Walthour · Franz Duelberg    | Paul Broccardo · Alfred Letourneur | Armand Blanchonnet · Jean Cugnot    |
| 1929-1932 | No disputats                       |                                    |                                     |
| 1933      | Stanley Jackson · William Peden    | Francis Elliott · Jimmy Walthour   | Archie Bollaert · Freddy Zach       |
| 1934 (1)  | Frank Bartell · William Peden      | Robert Keating · Jimmy Walthour    | Gus Rys · Gustave Logghe            |
| 1934 (2)  | Gérard Debaets · Alfred Letourneur | Avanti Martinetti · Tino Reboli    | Robert Thomas · George Dempsey      |
| 1935      | Robert Vermeersch · Cecil Yates    | Harold Nauwens · Jack Sheehan      | Geary May · George Parker           |
| 1936      | Fred Ottevaire · Freddy Zach       | Archie Bollaert · Bob Walthour     | Paul Croley · Felix Lafenêtre       |
| 1937-72   | No disputats                       |                                    |                                     |
| 1973      | Willy Debosscher · Eddy Demedts    | Jack Simes · John Vandevelde       | Albert Fritz · Tim Mountford        |